# Torre di Blosenberg

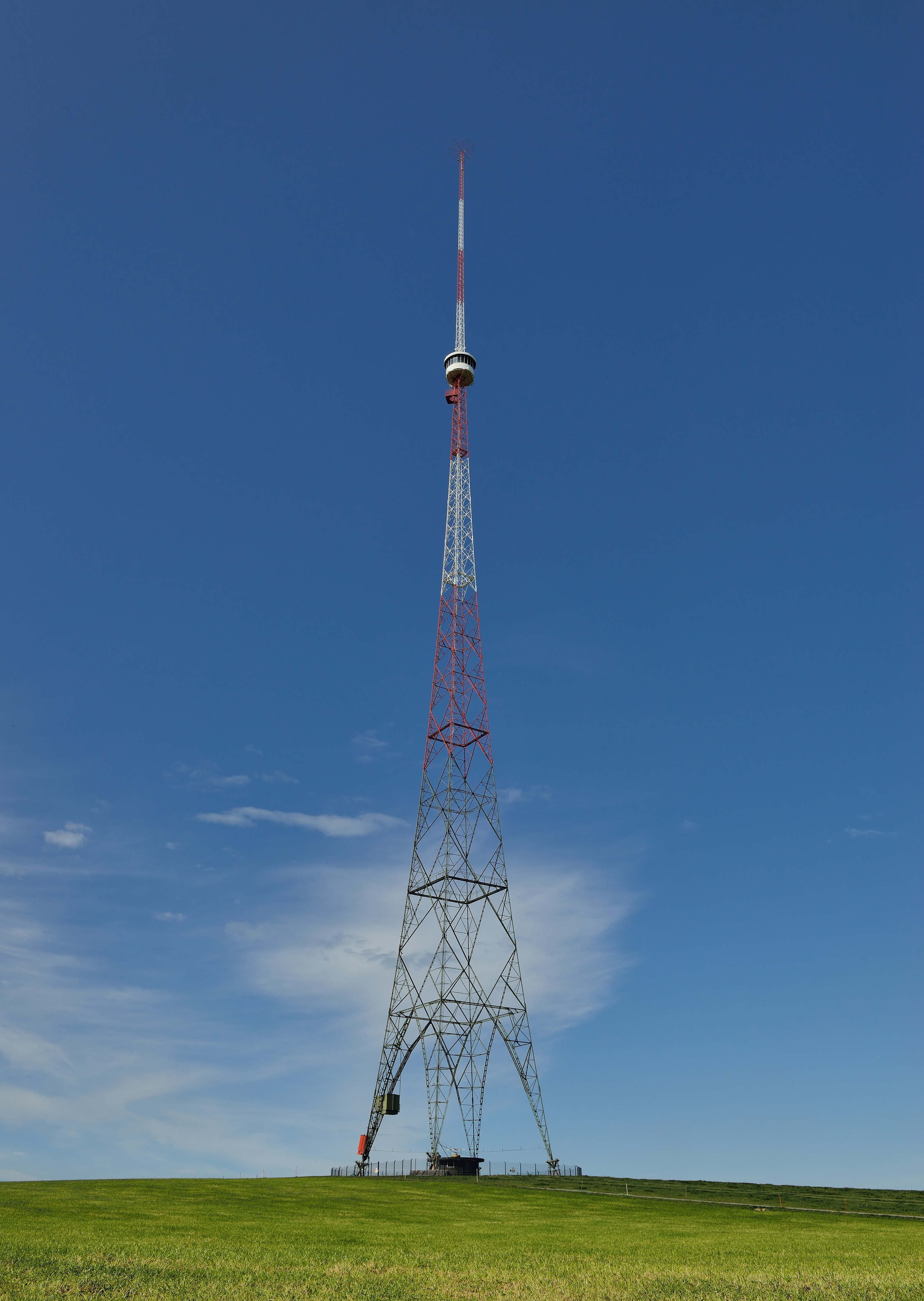
La torre di Blosenberg

La Torre di Blosenberg (Blosenbergturm in tedesco) è una torre di trasmissione situata a Beromünster, Canton Lucerna, Svizzera, costruita nel 1937 per la stazione radiofonica della Svizzera tedesca Schweizer Radio DRS e che trasmette ad una frequenza di 531 kHz. La Blosenbergturm ha un'altezza di 217 m ed è una torre auto-irradiante isolata da terra, cioè l'intera struttura della torre è usata come antenna. Ha una cabina ad un'altezza di 150 m, contenente il materiale elettrico per fornire alla torretta l'alimentazione ad alta frequenza.
Il trasmettitore Blosenberg è stato spento alla mezzanotte (CET) del 28 dicembre 2008, nonostante alcune proteste contro il provvedimento. La torre di riserva del 1931 è stata smantellata nel 2011; la stessa torre di Blosenberg è stata dichiarata monumento del patrimonio e potrebbe diventare parte di un museo in loco.